# وارقة قصيرة الريش
وارقة قصيرة الريش (الاسم العلمي:Phyllium brevipennis) هي نوع من الحشرات تتبع جنس الوارقة من فصيلة الوارقات.